# Fontaine Monthyon
La fontaine Monthyon est une fontaine située en France sur la commune de Mauriac, en région Auvergne-Rhône-Alpes.

## Localisation
Le monument se trouve boulevard Monthyon, en surplomb de la rue des Pradals, dans le centre-ville de Mauriac. 

## Historique
Édifiée en 1770, cette fontaine commémorative en pierre volcanique rend hommage à l’intendant Monthyon pour son action sociale et urbanistique, en associant une vasque à godrons, un mufle de lion et un obélisque.

### Protection
La fontaine est inscrite au titre des monuments historiques par arrêté du 19 mai 2003.